# Tifón Vera

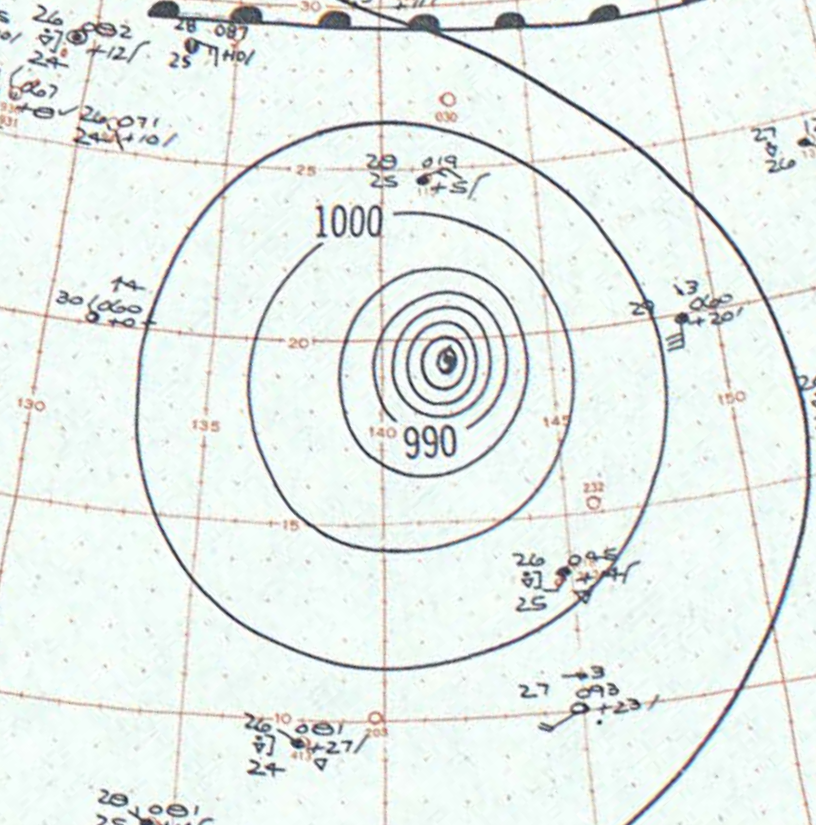
Tifón Vera (23 de septiembre de 1959)

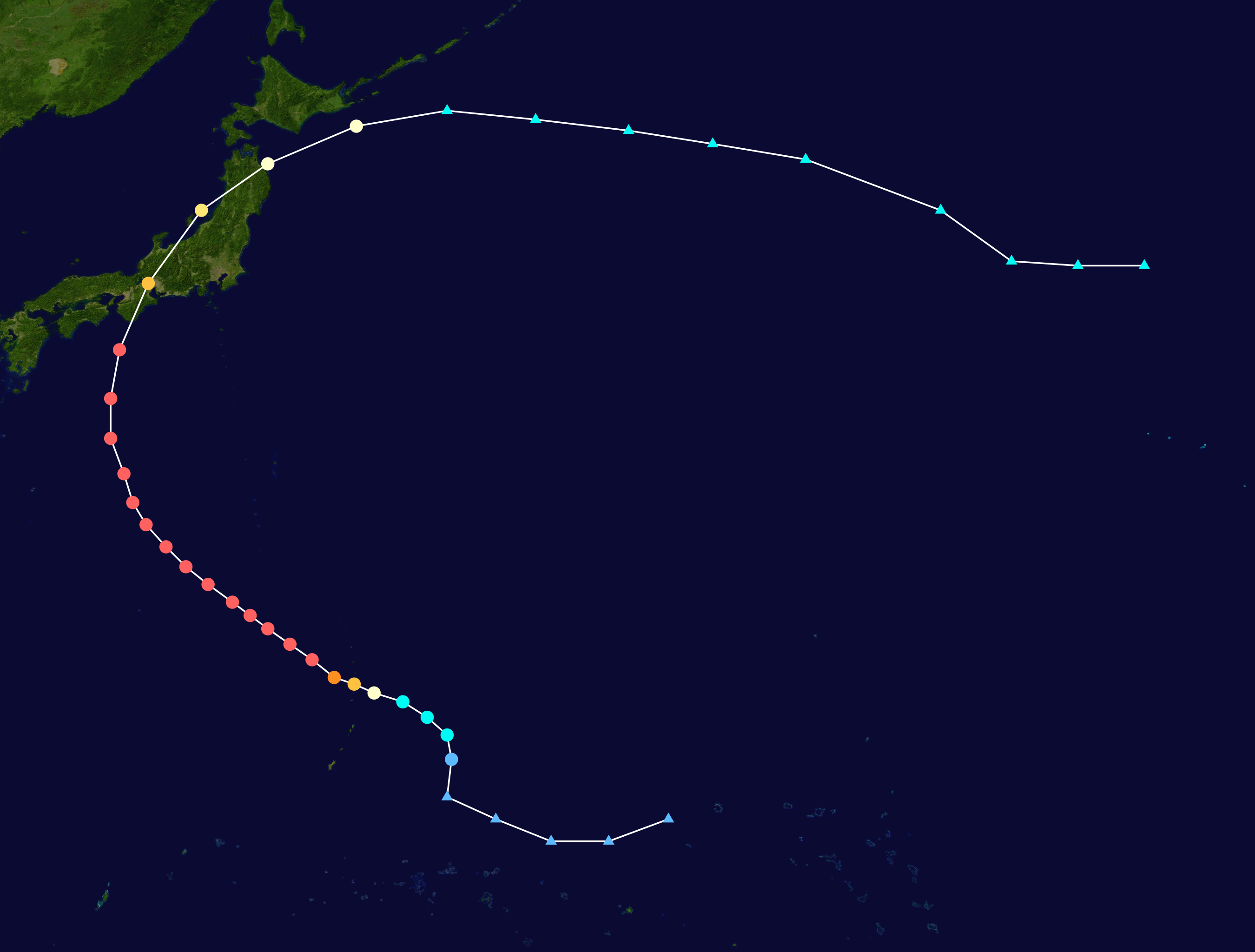
Vera track

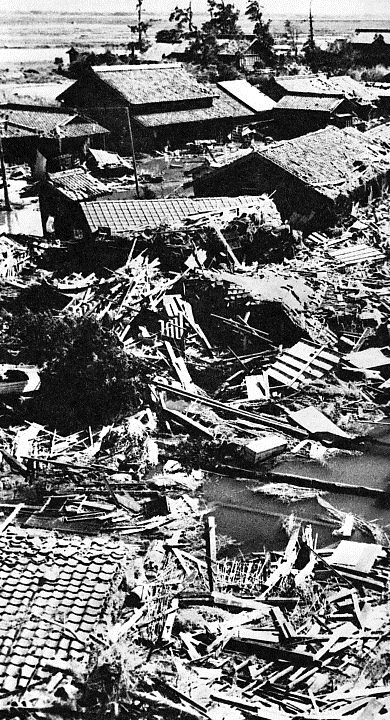
Daño causado por Vera

Tifón Vera es un Tifón que causó enormes daños a Japón en septiembre de 1959. Vera causó un daño particularmente grande a las prefecturas de Aichi y Mie a lo largo de la costa de la bahía de Ise. Por lo tanto, se llama Isewan-Tifón (伊勢湾台風) en Japón. El Vera dejó más de 5.000 muertos y desaparecidos. Fue el peor daño causado por un tifón en la historia de Japón. 
| Nombre | Número | Nombre japonés          |
| ------ | ------ | ----------------------- |
| Marie  | T5415  | Toyamaru Typhoon        |
| Ida    | T5822  | Kanogawa Typhoon        |
| Sarah  | T5914  | Miyakojima Typhoon      |
| Vera   | T5915  | Isewan Typhoon          |
| Nancy  | T6118  | 2º tifón muroto         |
| Cora   | T6618  | 2º tifón de Miyakojima  |
| Della  | T6816  | 3er tifón de Miyakojima |
| Bebé   | T7709  | Okinoerabu Typhoon      |

- Datos: Q1060156
- Multimedia: Typhoon Vera / Q1060156